# Megachile bhavanae
Megachile bhavanae là một loài Hymenoptera trong họ Megachilidae. Loài này được Bingham mô tả khoa học năm 1897.